# 782 v.Chr.
Het jaar 782 v.Chr. is een jaartal volgens de christelijke jaartelling.

## Gebeurtenissen

### Assyrië
- Koning Salmanasser IV heerser over het Assyrische Rijk.

## Overleden
- Adad-Nirari III, koning van Assur